# Inês Monteiro
Inês Alexandra das Neves Monteiro (née le 18 mai 1980 à Ramela, district de Guarda) est une athlète portugaise, spécialiste du fond.
Elle termine 3e du 3 000 m lors des Championnats d'Europe d'athlétisme par équipes 2009 au Portugal. Elle remporte deux ans de suite la Coupe d'Europe du 10 000 m, en 2009 à Ribeira Brava et en 2010 à Marseille.